# Сельское поселение «Село Пивань»
Се́льское поселе́ние «Село Пивань» — муниципальное образование в Комсомольском районе Хабаровского края Российской Федерации.
Административный центр — село Пивань.

## История
Статус и границы сельского поселения установлены Законом Хабаровского края от 28 июля 2004 года № 208 «О наделении посёлковых, сельских муниципальных образований статусом городского, сельского поселения и об установлении их границ».

## Население
| 2010  | 2011  | 2012  | 2013  | 2014  | 2015  | 2016  |
| ----- | ----- | ----- | ----- | ----- | ----- | ----- |
| 1754  | ↗1768 | ↗1845 | ↗1900 | ↗1948 | ↘1932 | ↘1823 |
| 2017  | 2018  | 2019  | 2020  | 2021  |       |       |
| ↘1743 | ↘1721 | ↗1770 | ↗1794 | ↘1730 |       |       |

## Состав сельского поселения
| № | Населённый пункт | Тип населённого пункта       | Население |
| - | ---------------- | ---------------------------- | --------- |
| 1 | Пивань           | село, административный центр | ↘1730     |